# 马尔科·博纳米科
马尔科·博纳米科（義大利語：Marco Bonamico，1957年1月18日—2025年8月4日），意大利男子篮球运动员。他曾代表意大利获得1980年夏季奥运会篮球比赛男子银牌。他也参加了1984年夏季奥运会。